# ペントノート
ペントノートは、2018年に結成した日本のインディーズバンド。

## メンバー

### メンバー
- p.e.n（ペン、北海道出身） ボーカル、ギター。プロのミュージシャンを目指して上京し、バンドを結成するも1年半で活動停止になり、その後はソロで活動を続ける。2018年に柿沼の誘いを受け、ペントノートを結成[1]。p.e.nという名前の由来は、父親に付けられた「ペンギン」という愛称。名前の中のピリオドは、「p.e.n」と書いて逆さにすると、ペンギンの顔のように見えることから加えられている[2]。タカミネのギターを愛用。年齢は非公表[3]。
- 柿沼憲太郎（かきぬま けんたろう、東京都出身）キーボード。2004年に作曲家として香港に渡り、現地のアーティストに楽曲提供を始める[4]。2005年にバンド「渋谷縦横（Shinuya Central）」で香港メジャーデビュー。新人賞にもノミネートされる。2007年帰国して、土肥彩佳らとバンド「GLASS+TICKS（グラスプラスティックス）」を結成。2015年にはバンド「TOKYO+TICS（トウキョウプラスティックス）」を結成し、2017年まで活動を続ける[5]。2018年、p.e.nがバンドメンバー募集のためにネットに公開した「MAGIC BUTTON」の音源を聴いて感銘を受け、p.e.nに連絡を取ったことからペントノート結成に至る。バンドのMVの映像編集も担当している。
- 香澄カナ（かすみ かな、北海道出身）ベース。バンドのライブ配信を中心としたサポートを経て，2022/7/5のバンドの公式Twitterアカウントにて正式加入が発表された。別にcyano_flower(2019/3/10に初ライブ)というバンドにも所属している。ペントノートのメンバーとしては2022/7/24の渋谷UNDER DEER LOUNGEにてペントノートのメンバーとしては初めて有観客のライブに出演。音源としては2021年10月にリリースされた「夕映えアフタースクール」から参加している(MVにサポート・ベーシストの秋澤正志氏とともにクレジットされている)

### サポート・メンバー
ストリート・ライブやアコースティック・セットの場合は、シーケンサーを加えて、p.e.nと柿沼の2人編成で演奏を行うことが多いが、バンド・セットでライブを行う際は、ベースとドラムにサポート・メンバーを迎えて演奏する。主なサポート・メンバーは次の通り。
- 秋澤正志（あきざわ まさし） ベース。2012年から2015年まで、桑田佳祐の長男、クワタユウキらと結成した「READ ALOUD」というバンドで活動[6]。メジャーデビューを果たしている。また、柿沼率いるTOKYO+TICSのメンバーでもある。ペントノートでは、ライブのサポートだけでなく、音源での演奏にも参加している。最近のライブではコーラスも行っている。

- 勇（ゆう） ドラム。ヴィジュアル系ロックバンド「DIAURA」の前ドラマー（2012年10月に脱退）。

- 佐藤彩香（さとう あやか）ドラム。浅井企画所属の芸人コンビ「地獄パワフル」で「わくわくあや」名義で活動[7]。また、バンド「THE 南無ズ」では、「おがみ おが」名義でドラムを担当している。

## 来歴
- 2018年
  - 8月29日 - 初ライブを下北沢モナレコードで行う。同日よりライブ会場にて1stシングル「MAGIC BUTTON / アストロノートの少年」を販売開始[8]。
- 2019年
  - 2月22日 - 堀之内time tokyoのライブより、2ndシングル「Fields of Gold / SNOW FANTASY」の販売を開始する。
  - 8月29日 - 初ライブからの1周年記念および1stフルアルバム「音名の塗り絵」リリース・イベントとして、初のワンマン・ライブを北参道ストロボカフェにて開催。「音名の塗り絵」もこの日より販売開始。

## ディスコグラフィ

### シングル
|          | タイトル                                                                      | 発売日         | 販売生産番号 | 備考 |
| -------- | ----------------------------------------------------------------------------- | -------------- | ------------ | ---- |
| 1st      | MAGIC BUTTON / アストロノートの少年                                           | 2018年8月29日  | PTNM-0001    | 完売 |
| 2nd      | Fields of Gold / SNOW FANTASY / 青空サイダー(rough sketch ver.) - Bonus Track | 2019年2月22日  | PTNM-0002    | 完売 |
| 3rd      | CIRCUS / おとぎ話の遊園地 / FAIRY (MONOTONE ver.) -BONUS TRACK-               | 2020年1月17日  |              |      |
| 4th      | CATWALK / MY SUGAR / little witch -BONUS TRACK-                               | 2020年10月31日 | 完売         |      |
| 配信限定 | 夕映えアフタースクール                                                        | 2021年10月28日 |              |      |
| 配信限定 | ときめき♡プロムクイーン                                                       | 2022年7月25日  |              |      |

### フルアルバム
|     | タイトル     | 発売日        | 販売生産番号 | 概要・収録曲 |
| --- | ------------ | ------------- | ------------ | --- |
| 1st | 音名の塗り絵 | 2019年8月29日 | PTNM-101     | 1. アストロノートの少年 2. ATE,ALIVE 3. Fields of Gold 4. MAGIC BUTTON 5. 青空サイダー 6. YELLOW 7. どんな色 8. CINEMA 9. 紫陽花のマリエット 10. SNOW FANTASY 11. FAIRY 12. MAGIC BUTTON (ANOTHER COLOR mix) -BONUS TRACK- |
| 1st | 夢病な落書き | 2021年5月16日 | PTNM-102     | 1. CIRCUS 2. これが夢だと気付いてた 3. SIESTA 4. CATWALK 5. おとぎ話の遊園地 6. NIGHTSCAPE 7. Mother Earth 8. MY SUGAR 9. FALL IN MUSIC 10. FATHER CHRISTMAS 11. -BONUS TRACK- Happy Birthday Dear my Friend               |

### p.e.nの楽曲
「音名の塗り絵」に収録されている同タイトルの曲の原曲。ペントノート版では、アレンジが変わっているだけでなく、曲が追加されているものもある。
|              | タイトル     | 発売日        | 概要・収録曲                                    |              |
| ミニアルバム | ミニアルバム | ミニアルバム  | ミニアルバム                                    | ミニアルバム |
| ------------ | ------------ | ------------- | ----------------------------------------------- | ------------ |
| 1st          | 1,2,3,4      | 2017年4月17日 | 1. ate,alive 2. yellow 3. fairy 4. snow fantasy |              |